# Infiltrómetro
El infiltrómetro es un dispositivo que permite medir la capacidad de infiltración de los suelos.
Existen diversos tipos de infiltrómetros, entre los que se pueden mencionar:
- Infiltrómetro de cilindro o de inundación, estos a su vez pueden ser de cilindro simple o de doble cilindro. Este procedimiento es aplicado muy frecuentemente, en cualquiera de sus modalidades. El uso del doble cilindro da una mejor evaluación, ya que en este procedimiento se limita la influencia del contorno, obteniéndose una mejor precisión en la determinación de la tasa de infiltración vertical. Cualquiera de estos dos tipos se le puede adaptar un dispositivo que mantenga el nivel del agua constante en el único cilindro, para el caso del infiltróometro de un cilindro, y en el cilindro interior, si se trata de un infiltrómetro de doble cilindro.
- Infiltrómetro de disco.
- También se puede determinar la capacidad de infiltración con un simulador de lluvia. Este procedimiento consiste en aplicar sobre el suelo una cantidad conocida de agua. La tasa de infiltración se obtiene mediante la resta de la cantidad de agua aplicada el volumen de agua que escurre superficialmente.